# Борша-Бесколь
Борша-Бесколь (каз. Борша-Бескөл) — озеро в Фёдоровском районе Костанайской области Казахстана. Находится в 7 км к западу от посёлка Федоровка и в 3 км к северо-востоку от села Калиновка.
По данным топографической съёмки 1943 года, площадь поверхности озера составляет 2,93 км². Наибольшая длина озера — 2 км, наибольшая ширина — 1,8 км. Длина береговой линии составляет 6,3 км, развитие береговой линии — 1,04. Озеро расположено на высоте 199,9 м над уровнем моря.